# Championnats du monde de karaté 2012
Navigation
Édition précédente Édition suivante
La 21e édition des championnats du monde de karaté a eu lieu du 21 au 25 novembre 2012 au Palais omnisports de Paris-Bercy à Paris (France). C'est la deuxième fois que cette compétition est organisée dans ce pays et dans cette ville en particulier.
La précédente et seule édition en France a eu lieu en 1972.
En 2012, 100 nations représentées et 1000 compétiteurs sont attendus. Durant cet évènement, 16 titres seront décernés, dont 12 en individuel et 4 en équipe.
Plus de 12 000 spectateurs sont attendus chaque jour.
Les championnats du monde de karaté sont une compétition officielle de la WKF (Fédération mondiale de karaté). La WKF a confié l’organisation de cette 21e édition à la France.

## Informations générales

### Budget et financement
L'évènement a un budget de 3,2 millions d'euros. Près d'un million d'euros seront financés par le Centre national pour le développement du sport, la Région Île-de-France et la Mairie de Paris. La Fédération Française de Karaté a quant à elle budgété 650 000 € sur ses fonds propres.

### Objectif: devenir un sport olympique
Après une tentative infructueuse en 2009, le karaté tentera à nouveau de devenir sport olympique pour les Jeux olympiques d'été de 2020. Pour ce faire la WKF présentera un mois après la fin des championnats du monde de karaté, qui serviront ainsi de vitrine du sport, son projet d'élection au rang de sport olympique. Trois observateurs du Comité international olympique sont donc présents. Les championnats doivent donc prouver l'universalité du karaté et le respect de l'esprit olympique.

## Programme
Les épreuves éliminatoires et les demi-finales se sont déroulées du mercredi 21 novembre jusqu'au vendredi 23 novembre. La cérémonie d’ouverture a eu lieu le vendredi 23 à partir de 18h30.
Les finales se sont déroulées le samedi 24 novembre et le dimanche 25 novembre.
Le programme détaillé est disponible sur cette page :  « Programme des championnats du monde de karaté de 2012 », sur karateparis2012.com

## Résultats

### Épreuves individuelles

#### Kata
| Rang | Pays           | Karatéka            |
| ---- | -------------- | ------------------- |
| 1    | Venezuela      | Antonio José Díaz   |
| 2    | France         | Vu Duc Minh Dack    |
| 3    | Italie         | Luca Valdesi        |
| 3    | Japon          | Ryo Kiyuna          |
| 5    | Angleterre     | Jonathan Mottram    |
| 5    | Iran           | Farid Haghighi      |
| 7    | Australie      | James Adam Giuliano |
| 7    | Taipei chinois | Yi Hsiang Wang      |

| Rang | Pays       | Karatéka            |
| ---- | ---------- | ------------------- |
| 1    | Japon      | Rika Usami          |
| 2    | France     | Sandy Scordo        |
| 3    | États-Unis | Sakura Kokumai      |
| 3    | Espagne    | Yaiza Martin Abello |
| 5    | Danemark   | Cecillie Bjerring   |
| 5    | Monténégro | Biserka Radulovic   |
| 7    | Chili      | Carol de la Paz     |
| 7    | Croatie    | Vlatka Kiuk         |

#### Kumite

##### Kumitemasculin
| Rang | Pays         | Karatéka           |
| ---- | ------------ | ------------------ |
| 1    | Iran         | Amir Mehdizadeh    |
| 2    | Brésil       | Douglas Brose      |
| 3    | Égypte       | Mohamed Gamal      |
| 3    | Serbie       | Marko Antić        |
| 5    |              | Andres Rendon      |
| 5    | Corée du Sud | Ji Hwan Lee        |
| 7    | Maroc        | El Mehdi Benrouida |
| 7    | Turquie      | Aykut Kaya         |

| Rang | Pays       | Karatéka        |
| ---- | ---------- | --------------- |
| 1    | Égypte     | Magdy Mamdouh   |
| 2    | Iran       | Saeid Ahmadi    |
| 3    | États-Unis | Brian Ramrup    |
| 3    | France     | William Rolle   |
| 5    | Allemagne  | Ricardo Giegler |
| 5    | Italie     | Ciro Massa      |
| 7    | Argentine  | Julian Pinzas   |
| 7    | Australie  | Tsuneari Yahiro |

| Rang | Pays        | Karatéka           |
| ---- | ----------- | ------------------ |
| 1    | Italie      | Luigi Busà         |
| 2    | Azerbaïdjan | Rafael Aghayev     |
| 3    | Algérie     | Oualid Bouabaoub   |
| 3    | Japon       | Ko Matsuhisa       |
| 5    | Autriche    | Stefan Pokorny     |
| 5    | France      | Davy Dona          |
| 7    | Modèle:FYR  | 'Ferat Korbuljikji |
| 7    | Grèce       | Nikolaos Kosmas    |

| Rang | Pays                | Karatéka            |
| ---- | ------------------- | ------------------- |
| 1    | France              | Kenji Grillon       |
| 2    | Japon               | Ryutaro Araga       |
| 3    | Turquie             | Yavuz Karamollaoğlu |
| 3    | Azerbaïdjan         | Aykhan Mamayev      |
| 5    | République du Congo | Diego Mez Davy      |
| 5    | Pays-Bas            | Timothy Petersen    |
| 7    | Italie              | Salvatore Loria     |
| 7    | Lettonie            | Andrejs Ozerovs     |

| Rang | Pays               | Karatéka                  |
| ---- | ------------------ | ------------------------- |
| 1    | Turquie            | Enes Erkan                |
| 2    | Azerbaïdjan        | Shahin Atamov             |
| 3    | Kazakhstan         | Khalid Khalidov           |
| 3    | Italie             | Stefano Maniscalco        |
| 5    | Iran               | Zabihollah Poursheib (en) |
| 5    | Bosnie-Herzégovine | Admir Zukan               |
| 7    | Algérie            | Missipsa Hamadini         |
| 7    | Allemagne          | Jonathan Horne            |

##### Kumiteféminin
| Rang | Pays                   | Karatéka          |
| ---- | ---------------------- | ----------------- |
| 1    | France                 | Alexandra Recchia |
| 2    | Chine                  | Li Hong           |
| 3    | Turquie                | Serap Özçelik     |
| 3    | République dominicaine | Ana Villanueva    |
| 5    | Égypte                 | Areeg Rashed      |
| 5    | Maroc                  | Hiba Raouf        |
| 7    | Allemagne              | Duygu Bugur       |
| 7    | Russie                 | Elena Ponomareva  |

| Rang | Pays       | Karatéka          |
| ---- | ---------- | ----------------- |
| 1    | France     | Lucie Ignace      |
| 2    | Croatie    | Jelena Kovačević  |
| 3    | Égypte     | Yassmin Attia     |
| 3    | Japon      | Miki Kobayashi    |
| 5    | Kazakhstan | Sabina Zakharova  |
| 5    | Malaisie   | Nisha Alagasan    |
| 7    | Algérie    | Yasmine Benazzoug |
| 7    | Turquie    | Tuba Yenen        |

| Rang | Pays      | Karatéka            |
| ---- | --------- | ------------------- |
| 1    | France    | Lolita Dona         |
| 2    | Tunisie   | Boutheina Hasnaoui  |
| 3    | Suisse    | Elena Quirici       |
| 3    | Japon     | Yu Miyamoto         |
| 5    | Slovaquie | Viktoria Semanikova |
| 5    | Turquie   | Ece Yasar           |
| 7    | Australie | Kristina Mah        |
| 7    | Chili     | Daniela Lepin       |

| Rang | Pays     | Karatéka            |
| ---- | -------- | ------------------- |
| 1    | Japon    | Kayo Someya         |
| 2    | Turquie  | Hafsa Şeyda Burucu  |
| 3    | Égypte   | Heba Abd Elhamid    |
| 3    | France   | Tiffany Fanjat      |
| 5    | Croatie  | Azra Sales          |
| 5    | Russie   | Inga Sheroziya      |
| 7    | Belgique | Luana Debatty       |
| 7    | Espagne  | Irene Colomar Costa |

| Rang | Pays             | Karatéka                    |
| ---- | ---------------- | --------------------------- |
| 1    | France           | Nadège Aït-Ibrahim          |
| 2    | Italie           | Greta Vitelli               |
| 3    | Japon            | Ayumi Uekusa                |
| 3    | Grèce            | Eléni Chatziliádou          |
| 5    | Nouvelle-Zélande | Sophie Savill               |
| 5    | Suisse           | Jessica Cargill             |
| 7    | Colombie         | Sayaka Yurani Osorio Upegui |
| 7    | Slovaquie        | Dominika Tataova            |

### Épreuves par équipes

#### Kata
| Rang | Pays       |
| ---- | ---------- |
| 1    | Japon      |
| 2    | Italie     |
| 3    | France     |
| 3    | Espagne    |
| 5    | Égypte     |
| 5    | Venezuela  |
| 7    | Angleterre |
| 7    | Portugal   |

| Rang | Pays       |
| ---- | ---------- |
| 1    | Japon      |
| 2    | Italie     |
| 3    | France     |
| 3    | Espagne    |
| 5    | Égypte     |
| 5    | Venezuela  |
| 7    | Angleterre |
| 7    | Portugal   |

#### Kumite
| Rang | Pays      |
| ---- | --------- |
| 1    | France    |
| 2    | Turquie   |
| 3    | Iran      |
| 3    | Égypte    |
| 5    | Allemagne |
| 5    | Pays-Bas  |
| 7    | Algérie   |
| 7    | Maroc     |

| Rang | Pays           |
| ---- | -------------- |
| 1    | France         |
| 2    | Croatie        |
| 3    | Turquie        |
| 3    | Japon          |
| 5    | Chine          |
| 5    | Mexique        |
| 7    | Taipei chinois |
| 7    | Russie         |